# 서울 봉국사 지장시왕도
서울 봉국사 지장시왕도는 대한민국 서울특별시 성북구 봉국사 명부전 중앙단의 지장삼존상 뒷면에 봉안되어 있다. 2013년 12월 26일 서울특별시의 유형문화재 제352호로 지정되었다.

## 개요
봉국사 명부전 중앙단의 지장삼존상 뒷면에 봉안되어 있는 지장시왕도(地藏十王圖)이다. 화면 중앙에는 도명존자(道明尊者)와 무독귀왕(無毒鬼王)을 협시로 한 지장삼존을 중심으로 하단에 선악동자(善惡童子)가 자리하며, 좌우측 주위로는 각각 5대왕씩 10대왕을 비롯하여 판관(判官)과 사자(使者), 옥졸(獄卒), 천동․천녀(天童․天女), 마두․호두신(馬頭․虎頭神) 등의 권속들을 배치하였다.
둥근 머리 광배와 몸 광배를 구비한 채 연화좌 위에 결가부좌하고 앉아 있는 중앙의 지장보살은 어깨가 넓게 벌어져 건장한 신체로 두 손을 가슴 앞에 모아 구슬을 감싸 받쳐 들고 있으며, 무릎 아래쪽의 두 선악동자 중 왼편의 동자는 지장보살의 석장을 어깨에 비켜 잡았고 오른 편의 동자는 어깨에 인장함(印章函) 모양의 상자를 매고 있다.
지장보살의 몸 광배를 따라 둥글게 열 지어 배치되어 있는 권속들 가운데 십대왕은 관을 쓴 문관 복장에 홀 또는 지물을 들었으며, 두건 또는 투구를 쓴 사자는 합장을 하거나 삼지창 또는 무기를 들고 강한 인상을 풍긴다. 관모를 쓴 판관은 두루마리 형태의 권을 들고, 천녀는 손에 공양물을 받쳐 들고 있다.
권속들 맨 바깥쪽으로 붉은색 혹은 보라 빛깔의 머리칼을 휘날리고 있는 옥졸들과 마두․호두 신을 배치하여 지장보살무리와 배경을 경계 지어 공간감을 부여하고 있음은 물론, 앞쪽과 뒤쪽 존상의 크기를 달리 하여 자칫 적색 위주로 단조로워지기 쉬운 화면에 변화를 주고 있다.
이 지장시왕도는 권속들의 크기를 앞쪽에서 뒤쪽으로 갈수록 작게 표현하고 지장보살 주위로 둥글게 열 지어 배치한 점, 본존상 무릎 아래쪽에 선악동자를 둔 점 등은 서울 흥천사(1867년 )․ 서울 개운사(1870년) ․ 서울 성북구 미타사(1873년) ․ 강화 정수사(1878년) ․ 화성 봉림사(1883년)․ 서울 성동구 미타사(1887년) 지장시왕도 등 19세기 후반 이후 서울․ 경기지역에서 유행한 형식이다. 특히 19~20세기 서울․경기 지역 불화를 주도해온 체훈의 화풍을 이해하는데 중요한 작품이다.

## 참고 문헌
- 서울 봉국사 지장시왕도 - 국가유산청 국가유산포털